# Dolnja Stara vas
Dolnja Stara vas este o localitate din comuna Škocjan, Slovenia, cu o populație de 127 de locuitori.